# Nekrolog 1971
Nekrolog
◄◄
| ◄
| 1967
| 1968
| 1969
| 1970
| 1971 | 1972 | 1973 | 1974 | 1975 | ► | ►►
1. Quartal |
2. Quartal |
3. Quartal |
4. Quartal 
Weitere Ereignisse | Allgemeiner Nekrolog 1971
Die Beschreibung der verstorbenen Person sollte so kurz wie möglich gehalten sein und nur deren signifikante Tätigkeit(en) enthalten.
Neue Namen ggf. auch unter dem Geburts- und Sterbedatum, also etwa unter 1. Januar und im Geburts- und Sterbejahr (2024) eintragen (nur bei entsprechender großer Wichtigkeit). Für Beispiele siehe die schon vorhandenen Artikel.
Außerdem über die fünf zuletzt Verstorbenen, zu denen es einen ausreichend guten Artikel für eine Präsentation auf der Hauptseite gibt, nach der todesbedingten Überarbeitung der Artikel ggf. auch unter Wikipedia Diskussion:Hauptseite informieren und sie am besten auch in den anderen Wikipedia-Sprachversionen eintragen. Tipp: Regelmäßig bei news.google.de nach „ist tot“, „gestorben“ oder „verstorben“ suchen.
Wenn eine Person gestorben ist, gibt es viele Seiten zu dieser Person in der Wikipedia, die davon auch betroffen sind und entsprechend aktualisiert werden müssen. Beispiele: Namenübersichtsseite, Geburtsjahr, Geburtsort-Seiten und viele mehr.
Wie finde ich die betroffenen Seiten?
Im Suchfeld auf der linken Seite gibt man den Suchbegriff so ein: „Vorname Nachname“. Dann klickt man auf Volltext und alle Seiten mit entsprechendem Suchtext werden aufgerufen. Hier sieht man dann schnell, wo auch das Todesjahr Sinn macht oder sogar ein Teil des Artikels angepasst werden muss. Auch hilft das „Werkzeug“ auf der linken Seite sehr gut, um solche Seiten aufzufinden: „Links auf diese Seite“. Somit ist die Wikipedia wieder aktuell in allen Bereichen! Hinweis: bei Eintragung der Kategorie „Gestorben JAHR“ wird der Missbrauchsfilter 49 ausgelöst, was jedoch nicht schlimm ist. Siehe: Spezial:Missbrauchsfilter/49
Dies ist eine Liste von im Jahr 1971 verstorbenen bekannten Persönlichkeiten. Die Einträge erfolgen innerhalb der einzelnen Daten alphabetisch sortiert. Tiere sind im Nekrolog für Tiere zu finden.
Die Liste ist nach Quartalen aufgeteilt:
- Nekrolog 1. Quartal 1971: Januar, Februar und März
- Nekrolog 2. Quartal 1971: April, Mai und Juni
- Nekrolog 3. Quartal 1971: Juli, August und September
- Nekrolog 4. Quartal 1971: Oktober, November und Dezember

## Datum unbekannt
| Max Aeschlimann                   | Schweizer Erfinder                                                                 |  |
| Wolfgang Amerbacher               | deutscher Schauspieler, Hörspiel- und Synchronsprecher                             |  |
| Babiker an-Nur Osman              | sudanesischer Politiker, Präsident des Sudan (1971)                                |  |
| Carlos Rebelo de Andrade          | portugiesischer Architekt                                                          |  |
| Pierre-Albert Arnal               | französischer Botschafter                                                          |  |
| Marcel Bama Mato                  | guineischer Politiker und Innenminister Guineas                                    |  |
| Hans Baron                        | deutscher Opernsänger (Tenor)                                                      |  |
| Heinrich Bärsch                   | deutscher Architekt und stellvertretendes Vorstandsmitglied der Opel AG            |  |
| Hans Beckers                      | deutscher Matrose, Teilnehmer an Matrosenrevolte 1917                              |  |
| Arnold Bernstein                  | deutsch-US-amerikanischer Reeder                                                   |  |
| Konrad Bihl                       | deutscher Mediziner und ärztlicher Standespolitiker                                |  |
| Walter Bornheim                   | deutscher Kunsthändler                                                             |  |
| Charles Lewis Bowman              | US-amerikanischer Architekt                                                        |  |
| Jimmy Brain                       | englischer Fußballspieler                                                          |  |
| Niels Brodersen                   | deutscher Grafiker und Redakteur                                                   |  |
| William Lyon Brown                | britischer Schauspieler                                                            |  |
| Hans Buchner                      | deutscher nationalsozialistischer Ökonom und Autor                                 |  |
| Frank Burty Haviland              | amerikanisch-französischer Maler                                                   |  |
| Hüseyin Cevahir                   | türkischer Revolutionär und eine der Führungsfiguren der türkischen 68er-Bewegung  |  |
| Fernand Clare                     | französischer Jazzmusiker (Tenorsaxophon, Klarinette, Arrangement, Komposition)    |  |
| Marcel de Roover                  | belgischer Industrieller und Bankier                                               |  |
| R. R. R. Dhlomo                   | südafrikanischer Journalist und Buchautor                                          |  |
| Luigi Diamante                    | italienischer Maler und Zeichner                                                   |  |
| Carlos Enrique Díaz de León       | guatemaltekischer Politiker                                                        |  |
| Jean Dolidier                     | französischer KZ-Häftling und Präsident der Amicale Internationale de Neuengamme   |  |
| Alfred Dörner                     | deutscher Goldschmied und Metallgestalter                                          |  |
| Marie Eberth                      | deutsche Stifterin                                                                 |  |
| Hans Eriksson                     | schwedischer Eishockeyspieler                                                      |  |
| Carl Otto Fey                     | deutscher Maler und Zeichner                                                       |  |
| Georg Feyock                      | deutscher Notar                                                                    |  |
| Louis Fouché                      | südafrikanischer Kugelstoßer                                                       |  |
| Rafael Fernando Fuentes Boettiger | mexikanischer Botschafter                                                          |  |
| Josef Furthner                    | österreichischer Bildhauer und Bildschnitzer                                       |  |
| Fritz Gablonsky                   | deutscher Architekt, Baubeamter und Hochschullehrer                                |  |
| Tudor Ganea                       | rumänischer Mathematiker                                                           |  |
| Edith Garrud                      | britische Suffragette, Jiu-Jitsu-Lehrerin und Autorin                              |  |
| Albert Giesa                      | deutscher Kunstmaler                                                               |  |
| Josef Göbl                        | österreichischer Eishockeyspieler und Eishockeyschiedsrichter                      |  |
| Nina Alexandrowna Gorjunowa       | russische Chemikerin und Hochschullehrerin                                         |  |
| Adalbert Gregor                   | deutscher Psychiater                                                               |  |
| John Keiller Greig                | britischer Eiskunstläufer                                                          |  |
| Carl Gubener                      | deutscher Schwimmer                                                                |  |
| Karl Hartmann                     | deutscher Lehrer und Historiker                                                    |  |
| Gustav Heinse                     | österreichischer Dichter und Übersetzer                                            |  |
| August Heitmann                   | deutscher Schwimmer                                                                |  |
| Alexander Heron                   | britischer Geologe                                                                 |  |
| Marjorie Hillis                   | US-amerikanische Autorin                                                           |  |
| Johannes Hinrichsen               | deutscher Kunsthändler                                                             |  |
| František Hirsche                 | böhmischer Bahnradfahrer                                                           |  |
| Nicolae Irimie                    | rumänischer Maler und Pädagoge                                                     |  |
| Nikolai Fjodorowitsch Ismailow    | russischer Revolutionär                                                            |  |
| Werner Jacob                      | deutscher Theater- und Opernregisseur und Intendant                                |  |
| Martin Jacoby-Boy                 | deutscher Architekt, Filmarchitekt, Grafikdesigner und Kostümbildner               |  |
| Johannes Jaumann                  | deutscher Physiker und Hochschullehrer                                             |  |
| Aladar Josipovich                 | österreichischer Fußballspieler, -schiedsrichter und -funktionär                   |  |
| Fritz Karsch                      | deutscher Philosoph und Pädagoge                                                   |  |
| Erwin Keller                      | deutscher Hockeyspieler                                                            |  |
| Gert von Klass                    | deutscher Wirtschaftsjournalist, Schriftsteller, Drehbuchautor und Biograf         |  |
| Joseph Klek                       | deutscher Gymnasiallehrer und Altphilologe                                         |  |
| Martin Koser                      | deutscher Zeichner                                                                 |  |
| Max Krajewski                     | polnisch-russischer Architekt                                                      |  |
| Kurt Lauber                       | deutscher Bildhauer und Maler                                                      |  |
| Agustín Lazo Adalid               | mexikanischer Maler, Bühnenmaler und Dramaturg                                     |  |
| Robert Le Bidois                  | französischer Romanist, Sprachwissenschaftler und Diplomat                         |  |
| Johann Wilhelm Lehr               | deutscher Architekt                                                                |  |
| Martina Lippmann-Ruch             | österreichische Malerin und Entwurfzeichnerin                                      |  |
| Margrét Jónsdóttir                | isländische Schriftstellerin                                                       |  |
| Frank McDonald                    | kanadischer Curler                                                                 |  |
| Ahmad Matin-Daftari               | iranischer Jurist, Universitätsprofessor, Justizminister und Premierminister Irans |  |
| Lotte Meckauer                    | deutsche Schriftstellerin                                                          |  |
| Werner Meinecke                   | deutscher evangelischer Theologe und Friedensaktivist                              |  |
| Bernhard Meller                   | deutscher Geistlicher und Bibliothekar                                             |  |
| Jean Mercier                      | französischer Erfinder                                                             |  |
| Jean Meuvret                      | französischer Historiker                                                           |  |
| Walter Mosbach                    | deutscher Zahnarzt und Opfer des Nationalsozialismus                               |  |
| Paul Müller                       | deutscher Waffenschmied                                                            |  |
| Howard L. Myers                   | US-amerikanischer Science-Fiction-Autor                                            |  |
| Margarete Netke-Löwe              | deutsche Sopransängerin                                                            |  |
| Karel Niestrath                   | deutscher Bildhauer                                                                |  |
| Alan Osbiston                     | australisch-britischer Filmeditor                                                  |  |
| Hussein al-Oweini                 | libanesischer Politiker                                                            |  |
| Arthur Charles Davy Pain          | britischer Gemmologe und Mineraloge                                                |  |
| Juan Pallejá                      | spanischer Filmregisseur und Filmeditor                                            |  |
| Brice Parain                      | französischer Philosoph und Essayist                                               |  |
| Kurt Petersen                     | deutscher Jurist und Bürgermeister von Itzehoe                                     |  |
| Georgi Grigorjewitsch Petrussow   | sowjetischer Fotograf                                                              |  |
| Hans Pfaff                        | Schweizer Pfarrer und Autor                                                        |  |
| Sergei Iwanowitsch Pitschugin     | russischer Maler                                                                   |  |
| Joseph Pletincx                   | belgischer Wasserballspieler und Schwimmer                                         |  |
| Clayton Rawson                    | US-amerikanischer Schriftsteller und Illustrator                                   |  |
| Herbert Reichner                  | österreichischer Verleger und Antiquar                                             |  |
| Anna Rein-Wuhrmann                | Schweizer Missionsarbeiterin                                                       |  |
| Hans Renner                       | deutscher Musikschriftsteller                                                      |  |
| Jean-Léon Reutter                 | Erfinder des autodynamischen Uhrensystems                                          |  |
| Wilhelm Richter                   | deutscher Offizier                                                                 |  |
| Fuad ar-Rikabi                    | irakischer Politiker                                                               |  |
| Bernardo Romero Lozano            | kolumbianischer Schauspieler und Regisseur, Rundfunk- und Fernsehpionier           |  |
| Melchiorre Rosa                   | italienischer Komponist                                                            |  |
| Louis Roussel                     | französischer Gräzist und Neogräzist                                               |  |
| Ludwig Ruhl                       | deutscher Gymnasiallehrer und Altphilologe                                         |  |
| Bogusław Samborski                | polnischer Schauspieler                                                            |  |
| Tawfīq Sāyigh                     | christlich-palästinensischer Poet und Redakteur                                    |  |
| Walter Scheiwe                    | deutscher Landschaftsmaler                                                         |  |
| Ignaz Schlosser                   | österreichischer Kunsthistoriker                                                   |  |
| Adolf Schulze                     | deutscher Alpinist und Bergbauingenieur                                            |  |
| Robert Seiler                     | deutscher Maler und Zeichner                                                       |  |
| Robert Silvercruys                | belgischer Diplomat                                                                |  |
| István von Somogyi                | ungarischer Maler                                                                  |  |
| Eduard Strauss                    | deutscher Chemiker, Apotheker, Unternehmer und Autor                               |  |
| Richard Stumm                     | deutscher Kunstmaler und Grafiker                                                  |  |
| Ernst Erwin Stursberg             | deutscher Heimatforscher                                                           |  |
| Sumiyoshi Kōsaku                  | japanischer Leichtathlet                                                           |  |
| Suzuki Shunryū                    | japanischer Zen-Meister                                                            |  |
| Edmund Teale                      | australischer Geologe                                                              |  |
| Carl Wilhelm Tewaag               | deutscher Verwaltungsjurist, Bankier und Politiker                                 |  |
| Franz Thannheimer                 | deutscher Skispringer                                                              |  |
| Marie Pauline Thorbecke           | deutsche Ethnologin, Fotografin und Malerin                                        |  |
| Alexander Truslit                 | deutsch-russischer Musikpädagoge, Musikforscher und Musikermediziner               |  |
| Hans-Herbert Ulrich               | deutscher Filmproduzent                                                            |  |
| Hans Vilz                         | deutscher Tier- und Landschaftsmaler                                               |  |
| Bryan Edgar Wallace               | englischer Kriminalschriftsteller                                                  |  |
| Karl Max Walthard                 | Schweizer Neurologe und Hochschullehrer                                            |  |
| Joan Woodward                     | britische Organisations- und Industriesoziologin                                   |  |
| Walter Würzbach                   | deutscher Architekt                                                                |  |
| Shong Lue Yang                    | vietnamesischer Schrifterfinder                                                    |  |
| Daniel Zampini                    | US-amerikanischer Fußballspieler und -funktionär                                   |  |
| Eugen Zander                      | deutscher Kommunist und Widerstandskämpfer gegen den Nationalsozialismus           |  |
| Alfred Zmeck                      | österreichisch-tschechoslowakischer Richter des Volksgerichtshofes                 |  |
| ʿAbd ar-Razzāq as-Sanhūrī         | ägyptischer Jurist und Gelehrter                                                   |  |